# 布拉諾韋
49°27′45″N 34°33′22″E / 49.46250°N 34.55611°E
布拉諾韋（烏克蘭語：Буланове），是烏克蘭的村落，位於該國中部波爾塔瓦州，由波爾塔瓦區負責管轄，處於沃爾斯克拉河畔，距離克維特科韋2公里，海拔高度82米，2017年人口107。